# Linyou
Linyou (en chino, 麟游; pinyin, Línyóu) es un condado  bajo la administración directa de la Prefectura Baoji en la Provincia de Shaanxi, República Popular China.  Su área es de 1708 km² y su población total para 2010 superó los 90 mil habitantes. 

## Administración
Desde julio de 2020, el  Condado Linyou se divide en 7 pueblos que se administrados en  poblados.